# Ity
Ity est un souverain égyptien présumé de la VIIIe dynastie qui a vécu aux alentours des XXIIIe et XXIIe siècles avant l'ère commune.

## Attestations
Deux inscriptions du Ouadi Hammamat (nos 168 et 169) mentionnent le roi Ity ; si la première est très effacée, la seconde mentionne le roi de manière indirecte au travers du nom de sa pyramide Baou-Ity, :

« L'année de la première fois (du compte), le quatrième mois d'akhet, le deuxième jour, venue du général Irenakhty (et) des chefs d'équipage et capitaines Irty et Nyptahkaou, pour accomplir les travaux du complexe funéraire Baou-Ity avec 200 marins et 200 prospecteurs, en tout [4]00. »

## Chronologie
Sur la base de la phraséologie royale, relativement inhabituelle, de l'inscription 169, Yannis Gourdon a proposé de placer chronologiquement Ity après Imhotep, les inscriptions attestant ce dernier étant formulées dans un style plus proche de la VIe dynastie.
La phraséologie royale inhabituelle de l'inscription 169 ne se retrouve que dans trois inscriptions, également du Ouadi Hammamat : il s'agit des inscriptions nos 147, 149 et 152 associées au directeur du Sud et prêtre de Min Tjaout-iqer. Or, non seulement les inscriptions 149 et 152 mentionnent un certain Idy, mais en plus, l'inscription 149 est située juste à côté d'une autre inscription qui semble contemporaine (no 150) et qui nomme un certain Shemaï. Or ces Idy et Shemay semblent être identiques aux fonctionnaires homonymes, père et fils, mentionnés dans les décrets de Coptos datés des règnes de Néferkaourê, Néferkaouhor et Ouadjkarê, soit la toute fin de la VIIIe dynastie selon la liste d'Abydos, ainsi que sur un naos (de Shemay) en granit découvert à Qûs, ainsi que dans une tombe (de Shemay à nouveau) à Kom el-Momanien, deux lieux situés près de Coptos. Les inscriptions de la tombe évoquent par ailleurs deux expéditions au Ouadi Hammamat pendant la première et la deuxième année du règne du roi Néferka(ou)hor. Si ces identifications sont correctes, alors le règne d'Ity serait à placer un peu avant ceux des rois des décrets de Coptos ; en effet, les personnages d'Idy et Shemay sont alors chacun à un stade de leurs carrières respectives moins avancé que dans les décrets.